# Anglin (Fluss)
Der Anglin ist ein Fluss in Frankreich, der in den Regionen Centre-Val de Loire und Nouvelle-Aquitaine  verläuft. Er entspringt im Gemeindegebiet von Azerables, entwässert generell in nordwestlicher Richtung durch den Regionalen Naturpark Brenne und mündet nach rund 91 Kilometern unterhalb von Angles-sur-l’Anglin als rechter Nebenfluss in die Gartempe. Der Anglin durchquert auf seinem Weg die Départements Creuse, Indre und Vienne.

## Orte am Fluss

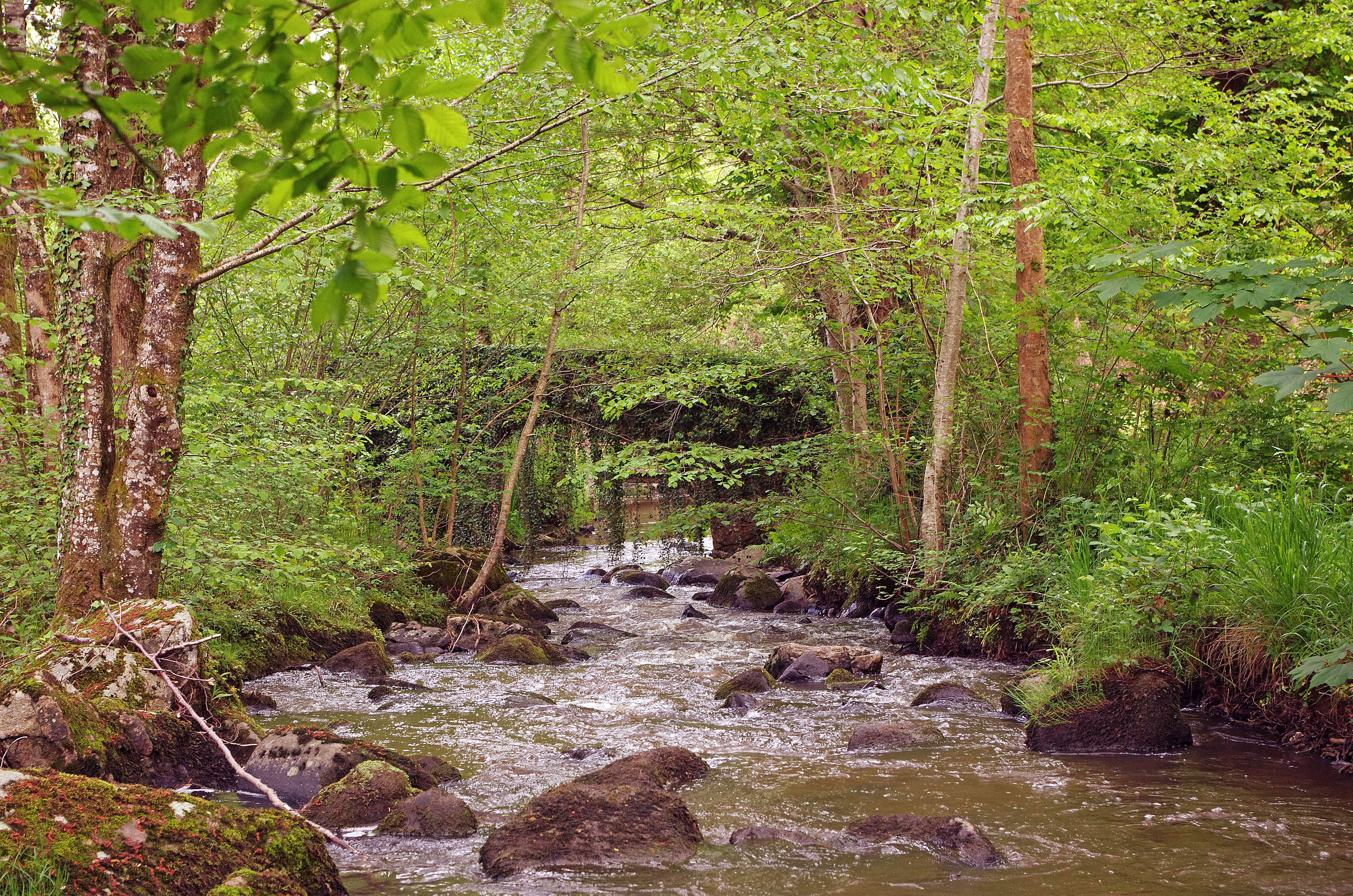
Der Anglin bei Chaillac

- Azerables
- Mouhet
- La Châtre-Langlin
- Chaillac
- Bélâbre
- Mauvières
- Concremiers
- Ingrandes
- Mérigny
- Angles-sur-l’Anglin